# Abu Fudayk
Abd-Al·lah ibn Thawr, més conegut com a Abu-Fudayk (mort en 693) fou un revolucionari kharigita, membre del clan àrab dels Banu Qays ibn Thalaba.
Estava associat al cap kharigita Nafi ibn al-Àzraq, però se'n va separar i es va unir al cap Najda ibn Àmir, que aviat va assassinar per divergències polítiques i religioses. Després de la mort de Najda, Abu-Fudayk es va apoderar (961) de la regió de Bahrayn (no les illes sinó la que després fou la província d'Al-Hassà). Un exèrcit fou enviat pel califa Abd-al-Màlik des de Bàssora per recuperar el territori, però va aconseguir rebutjar als atacants (692); el 693 es va enviar una segona expedició formada per deu mil homes reclutats i reunits a Bàssora sota el comandament d'Úmar ibn Ubayd-Al·lah ibn Màmar, que va aconseguir derrotar els kharigites. Abu-Fudayk fou capturat i executat.